# アレックス・タヨ・アカンデ
アレックス・タヨ・アカンデ（Alex Tayo Akande）こと、アレクサンダー・オルワタヨ・アカンデ（Alexander Oluwatayo Akande, 中国語:艾力士、1989年2月9日 - ）は、ナイジェリア・ラゴス出身のプロサッカー選手。傑志体育会所属。ポジションはFW。香港代表。

## 経歴
ナイジェリアのラゴスで生まれ、2008年に香港に移住し、香港2部リーグの晋峰足球会でプロデビューを果たした。
2009年1月、香港1部リーグの東方に加入し、6ゴールを挙げる活躍をした。
2009-10シーズン、晋峰に復帰した。12試合に出場して3ゴールを挙げた後、シーズン半ばに傑志のスペイン人ストライカーコンビ、アルベルト・ビルジリ・フォートとラウール・トーレスの退団に伴い、傑志に移籍をした。
この移籍により、2010年にはルナー・ニューイヤー・カップで天水囲ペガサスと韓国の浦項スティーラースと対戦する機会を得た。45分間の2試合で、天水囲ペガサスとの対戦で1-0の勝利を収め、AFCチャンピオンズリーグ2009の優勝チームとの対戦では1-1の引き分けに持ち込み、チームメイトをアシストした。1点及ばず浦項スティーラースに敗れたものの、大会のMVPに選ばれた。
傑志での半シーズン中、地元の大会でさらに4ゴールをマークした。
2010-11シーズン、晋峰に戻り、19試合中3ゴールを挙げたが、晋峰は降格する事になった。
香港での4年目のシーズンは、香港流浪足球会への加入が発表された。スロースタートを切った後、シーズン半ばに香港サッカー協会が設立した育成チーム、香港港菁足球会にレンタルされたのである。
香港港菁足球会に移籍後すぐに得点感覚を取り戻し、12試合で9ゴールを記録した。しかし、チームが降格を免れなかったため、香港サッカー協会は香港港菁足球会の運営を継続しないことを決定した。その結果、香港港菁足球会はそのシーズンをもって解散となった。
2012-13シーズン、大埔足球会に移籍し、2012-13年シニアシールドの準々決勝、屯門体育会足球隊戦でのハットトリックを含む5ゴールを挙げ、同大会でのチーム初のタイトル獲得に貢献した。このシーズンは、全大会で19得点を記録した。
この活躍により、2013年のルナー・ニューイヤー・カップの香港リーグメンバーにも選ばれ、韓国の釜山アイパークやタイのムアントン・ユナイテッドと対戦した。
しかし、前線での活躍にもかかわらず、チームの脆弱な守備が原因でトップリーグ入りを逃すことになった。大埔は、リーグ最終日に降格を免れるために全6チームが争う降格争いに巻き込まれた。その大混戦の中で、同じく大混戦の横浜FC香港との対戦で、大埔の得点の起点となった。しかし、大埔は終了間際に痛恨の失点を喫し、リードを帳消しにされて降格の憂き目に遭った。
大埔の降格に伴い、傑志に再入団した。プレミアリーグの覇者であるマンチェスター・ユナイテッドFCと対戦する機会を得て、2-5の敗戦の中、ディフェンダーのアレクサンデル・ビュットネルの裏をかき、ゴールに流し込むという素晴らしいゴールを決めた。
また、2013年のAFCカップ準々決勝、ヨルダンのアル・ファイサリー・アンマンとの試合では、4人の外国人選手の一人として選ばれ、大陸での試合に初めて出場する機会を得た。ホームでの1stレグでは、1-2で敗れ、後半早々にアカンデが同点弾を決めた。2ndレグも同じスコアで敗退となった。
傑志は2位の天水囲ペガサスに16点差をつけて香港プレミアリーグチャンピオンになり、リーグ戦10ゴールを挙げる活躍をした。
2014年7月29日、香港スタジアムで行われたPSGとの国際エキシビションマッチ で新シーズンをスタートさせた。ズラタン・イブラヒモビッチがハットトリックを達成したこの試合で、再びヨーロッパの強豪を相手にゴールネットを揺らした。試合は2-6の敗戦を喫した。
同シーズン、傑志は元スペイン代表でアトレティコ・マドリードのGK・フランシスコ・モリーナをヘッドコーチに任命した。2014年AFCカップとAFCチャンピオンズリーグ2015プレーオフでより高い成功を目指した。しかし、シーズン序盤のトレーニングで負傷し、残りのシーズンを欠場せざるを得なくなった。手術に成功した後、彼はアメリカへ渡り、専門の理学療法でリハビリを行った。リハビリは成功し、来シーズンの復帰を果たした。
延辺富徳足球倶楽部の破産に伴い、2019年2月28日に中国サッカー・スーパーリーグの大連人職業足球倶楽部に移籍した。 3日後の河南建業戦では1-1の引き分けでデビューした。
大連で数試合しか出場しなかったため、クラブから放出された。3度目の傑志に復帰をした。

## 代表歴
ナイジェリアで生まれたが、香港に7年以上住んだ後、香港のパスポートを取得し、2015年10月に香港代表で活躍できるようになった。
2015年11月7日、ミャンマー代表との親善試合で代表デビューを果たし、初ゴールも決めた。
同年11月12日、2018 FIFAワールドカップ・アジア2次予選のモルディブ代表戦で先発出場し、香港がホームで1-0の辛勝を収めた。その後、同大会の中国代表戦、カタール代表戦に出場した。香港はグループステージを2位で終え、AFCアジアカップ2019予選への直接出場を決めた。
2016年11月9日、EAFF E-1サッカー選手権2017のチャイニーズタイペイ代表戦で、4ゴールを決め、香港を4-2の勝利に導いた。